# Ejército Nacional Revolucionario (Argentina)
El Ejército Nacional Revolucionario (ENR) fue una guerrilla de extrema izquierda de Argentina originada en 1969, centrando sus actividades en el Gran Buenos Aires.

## Historia
Esta guerrilla tuvo una duración efímera, si bien no tuvo el poder de convocatoria del ERP, llegó a realizar algunos atentados y sabotajes.
Son conocidos por el asesinato de Augusto Timoteo Vandor, además de que el ENR decidió no hacer propaganda sobre el "Operativo Judas" hasta no disponer de una fuerza suficiente para garantizar la continuidad de su acción. Alcanzado ese objetivo hizo público el atentado el 7 de febrero de 1971 en el Comunicado número 3 del grupo.

### Operación Judas
El 30 de junio de 1969, en el marco de lo que se denominó "Operativo Judas", fue asesinado de cinco disparos en la sede de la Unión Obrera Metalúrgica, La Rioja al 1900 de la ciudad de Buenos Aires. En su escape dejaron una bomba de trotil que al explotar destruyó parte del edificio.
La organización guerrillera Ejército Nacional Revolucionario (ENR) se adjudicó el asesinato el 7 de febrero de 1971 en un comunicado donde dieron veintisiete razones, por la que el grupo lo consideraba un "traidor a la patria". Para Eugenio Méndez esa agrupación estaba conducida por Rodolfo Walsh y la integraba Raimundo Villaflor y habría matado a José Alonso además de Vandor. Otros autores, como Richard Gillespie, Felipe Pigna y Eduardo Zamorano, atribuyen el asesinato al grupo "Descamisados", de Dardo Cabo, luego absorbido por Montoneros. Años después, en el periódico El Descamisado, dirigido por Cabo, se publicaría otra versión del asesinato. El exdirigente de Montoneros José Amorín afirma que la operación era demasiado compleja para una organización recién formada como Descamisados y sostienen que los autores eran en su mayoría de la CGT de los Argentinos. Una versión recogida por un periodista en la Unión Obrera Metalúrgica el día del hecho indicaba que Vandor había reconocido a uno de los autores y lo había saludado “Hola Cóndor”. Dardo Cabo había protagonizado años antes el Operativo Cóndor, consistente en el secuestro de un avión y aterrizaje posterior en las islas Malvinas.